# Стэнковен, Логан
Ло́ган Стэ́нковен (англ. Logan Stankoven; род. 26 февраля 2003, Камлупс, Британская Колумбия, Канада) — канадский профессиональный хоккеист, нападающий клуба «Каролина Харрикейнз» из Национальной хоккейной лиги (НХЛ). Он был выбран «Старз» во втором раунде драфта НХЛ 2021 года под общим 47-м номером.

## Карьера

### Юниорская
В своём первом полноценном юниорском сезоне в 2019/20 Стэнковен забил 29 голов, сделал 19 результативных передач и набрал 48 очков в 59 играх за «Камлупс Блэйзерс» в Западной хоккейной лиге (WHL). Он мог стать первым 16-летним игроком, забившим 30 голов за сезон, после Нолана Патрика в сезоне 2014/15, но регулярный чемпионат для «Блэйзерс» завершился на 5 матчей раньше, из-за начавшейся пандемии COVID-19.
После того, как его выбрали «Даллас Старз» во втором раунде, по 47-м номером, на драфте НХЛ 2021 года, с хоккеистом, 29 сентября 2021 года, был подписан трёхлетний контракт новичка.
Стэнковен завоевал несколько наград в сезоне 2021/22 за «Камлупс», в котором он сыграл 59 игр, забил 45 голов и сделал 59 результативных передач. В том году он был третьим бомбардиром лиге и четвертым снайпером лиги. Он был включён в символическую первую сборную всех звёзд дивизиона Британской Колумбии, а также получил Фоур Бронкос Мемориал Трофи как лучший игрок WHL и Брэд Хорнанг Трофи. Позже Стэнковен получил награду лучший игрок года CHL от Канадской хоккейной лиги (CHL), обойдя претендентов-MVP из Главной юниорской хоккейной лиги Квебека (QMJHL) и хоккейной лигой Онтарио (OHL). В плей-офф WHL 2022 года Стэнковен лидировал среди всех игроков с 17 голами и 31 очком. «Блэйзерс» вышли в финал Западной конференции, где в конечном итоге потерпели поражение от «Сиэтл Тандербёрдз».
В сезоне 2022/23 Стэнковен забил 34 гола и отдал 63 результативные передачи, заняв четвёртое место в гонке бомбардиров WHL, несмотря на то, что сыграл только в 48 из 68 игр. Он стал финалистом Фоур Бронкос Мемориал Трофи второй сезон подряд. В знак признания его усилий по сбору более 50 000 долларов для Canadian Blood Services и Королевской больницы Камлупса Стэнковен получил Дуг Уикенхайзер Мемориал Трофи как благотворитель года WHL. Впоследствии он также был включён в первую сборную всех звёзд CHL.
Выступая в плей-офф WHL 2023 года, «Блэйзерс» потерпели поражение от «Тандербёрдз» в финале Западной конференции второй раз подряд. Однако, поскольку «Камлупс» принимали Мемориальный кубок 2023 года и, таким образом, автоматически квалифицировался на общенациональный турнир. О перспективе победы в Мемориальном кубке на домашнем льду Стэнковен заметил: «Это был бы хороший способ как бы завершить дело». В конечном итоге «Блэйзерс» были выбиты «Питерборо Питс» в четвертьфинале. Несмотря на то, что Логан сыграл всего четыре игры, он был лучшим бомбардиром турнира с девятью очками (2+7) и заработал Эд Чиновет Трофи. За это время он не получил ни одного удаления, а также был удостоен Джордж Парсонс Трофи как самый дисциплинированный игрок турнира.

### Даллас Старз
Стэнковен начал сезон 2023/24 в составе фарм-клуба «Даллас Старз» в Американской хоккейной лиги (АХЛ) «Техас Старз». В феврале он поучаствовал в Матче всех звёзд АХЛ 2024 года. 24 февраля 2024 года «Даллас» вызвал Стэнковена в основную команду. На момент вызова он лидировал в АХЛ по результативности с 24 голами и 33 передачами, набрав 57 очков в 47 играх. Несмотря на то, что он пропустил последнюю треть сезона АХЛ, он остался лидером по результативности среди новичков в конце сезона и получил награду Дадли (Ред) Гарретт Мемориал Эворд как новичок года АХЛ. Кроме того, он был включён как в сборную новичков лиги, так и в первую сборную всех звёзд.
Стэнковен дебютировал в НХЛ 24 февраля 2024 года в матче против «Каролина Харрикейнз» (матч закончился победой «Старз» со счётом 2:1). 26 февраля, в свой 21-й день рождения, Стэнковен забил свой первый гол в карьере в НХЛ и отдал результативную передачу в матче против «Нью-Йорк Айлендерс» («Айлендерс» выиграли матч в овертайме со счётом 3:2). 5 марта он забил два гола и отдал две результативные передачи в матче против «Сан-Хосе Шаркс» (Матч завершился победой «Старз» со счётом 7:6).

### Каролина Харрикейнз
Сезон 2024/25 Стэнковен начал сезон в составе «Старз», забил 9 голов и набрал 29 очков в 59 играх регулярного сезона. 7 марта 2025 года, под конец зимнего трансферного окна в НХЛ, Стэнковен вместе с двумя выборами драфта в первом раунде был обменян «Старз» в «Каролина Харрикейнз» на нападающего Микко Рантанена.

## Международная карьера
Стэнковен был членом Юниорской сборной Канады на чемпионате мира среди юниорских команд 2021. Он забил победный гол в матче за золотую медаль, в котором Канада одержала победу со счётом 5:3 над Россией.
Первоначально он был включён в состав молодёжной сборной Канады на молодёжный чемпионат мира 2022 года, который должен был состояться в декабре 2021 года и январе 2022 года. Турнир был отменен из-за пандемии COVID-19 после того, как Стэнковен сыграл только одну игру. Он вернулся в команду, после того как турнир был перенесён на следующее лето, и выиграл золото. Забив четыре гола и отдав шесть результативных передач в семи играх турнира, он был назван одним из трёх лучших игроков команды.
12 декабря 2022 года Стэнковен снова был включён в состав сборной Канады для участия в молодёжном чемпионате мира 2023 года. После того, как команда начала турнир с поражения от Чехии, линии нападения были реорганизованы, и Стэнковен стал играть, Коннором Бедардом в центре и Джошуа Роем с краю. Линия Бедард/Стэнковен/Рой стала костяком команды до конца турнира, и эти трое были названы тремя лучшими игроками Канады после победы в полуфинале над Соединенными Штатами, в которой они забили четыре из шести голов Канады. В финале Канада, в качестве реванша за начало турнира, победила Чехию, выиграв вторую подряд золотую медаль.

## Статистика
| Легенда | Легенда                    | Легенда | Легенда                   | Легенда | Легенда    |
| ------- | -------------------------- | ------- | ------------------------- | ------- | ---------- |
| И       | Количество проведённых игр | Штр     | Штрафное время            | +/−     | Плюс-минус |
| Г       | Голы                       | П       | Голевые передачи          | О       | Очки       |
| -       | Статистика неизвестна      | —       | Статистика не учитывалась |         |            |

## Достижения

### Личные

#### CHL
| 2022 | Камлупс Блэйзерс | Лучший игрок года CHL                     |
| 2023 | Камлупс Блэйзерс | Эд Чиновет Трофи                          |
| 2023 | Камлупс Блэйзерс | Джордж Парсонс Трофи                      |
| 2023 | Камлупс Блэйзерс | Попадание в первую сборную всех звёзд CHL |

#### WHL
| 2022 | Камлупс Блэйзерс | Фоур Бронкос Мемориал Трофи    |
| 2022 | Камлупс Блэйзерс | Брэд Хорнанг Трофи             |
| 2023 | Камлупс Блэйзерс | Дуг Уикенхайзер Мемориал Трофи |

#### АХЛ
| 2024 | Техас Старз | Участник матча всех звёзд АХЛ             |
| 2024 | Техас Старз | Попадание в команду новичков АХЛ          |
| 2024 | Техас Старз | Попадание в первую сборную всех звёзд АХЛ |
| 2024 | Техас Старз | Дадли (Ред) Гарретт Мемориал Эворд        |